# Дхундари
Дхундари (Dhundari-Marwari, Jaipuri) — индоарийский язык, на котором говорят в округах Дауса, Джайпур, Тонк и, возможно, в округах Аджмер, Бунди, Джхалавар, Кишангарх, Кота, Савай-Мадхопур, Северный Караули штата Раджастхан в Индии. Происхождение названия «дхундари» имеет две особенности. Согласно первому мнению считается, что «дхундари» произошло от названия гор Дхундх (Dhundh) или Дхундхакрити (Dhundhakriti), которые находятся в округах Джайпур и Джобнер. Согласно второму мнению, так названо в честь реки Дхундх, которая протекает через этот регион. Отсюда и название Дхундхар (Dhundhar).
Дхундари на 54 % похож на язык марвари и на 86 % на шекхавати. Лексическая схожесть: на 75 %-89 % с диалектами, 62 %-70 % с мервари, 65 %-81 % с шекхавати, 46 %-66 % с годвари, 56 %-64 % с мевари, 64 %-73 % с хароти, 62 %-67 % с мевати, 59 % с хинди.